# Keiretsu
Keiretsu (tiếng Nhật: 系列, âm Hán Việt: hệ liệt, hiểu theo tiếng Việt là một hệ thống dây chuyền hay là chuỗi) là một phương thức hợp tác kinh doanh ở Nhật Bản mang đậm nét đặc trưng kiểu Nhật.
Một keiretsu gồm nhiều công ty thành viên xoay quanh một định chế tài chính (thường là một ngân hàng). Định chế tài chính vừa là cổ đông lớn của các công ty thành viên thuộc Tập đoàn, vừa đóng vai trò tài trợ (financing) hoặc đảm bảo thanh khoản (liquidity) cho các công ty thành viên. Cũng như các Chaebol Hàn Quốc, keiretsu tại Nhật Bản cũng nhận được chính phủ trọng đãi. Hiện tại Nhật Bản có 6 tập đoàn keiretsu công nghiệp lớn và 11 tập đoàn quy mô nhỏ hơn. Doanh số của các keiretsu này chiếm khoảng 25% doanh số của tất cả các công ty Nhật Bản nhưng chiếm khoảng 78% tổng giá trị vốn hóa của Thị trường chứng khoán Tokyo.

## Lịch sử
Sau khi bại trận trong Thế chiến thứ hai, nền kinh tế Nhật Bản sụp đổ toàn phần. Lực lượng Đồng Minh chủ tâm triệt hạ nền tảng phát xít ở Nhật Bản bằng cách phá vỡ các zaibatsu (tài phiệt) tức các tập đoàn công nghiệp khổng lồ vốn kiểm soát nền kinh tế nước Nhật trước Thế chiến thứ hai. Trước kia bốn zaibatsu lớn nhất chiếm khoảng ¼ tổng tài sản công nghiệp Nhật Bản. Tuy nhiên, các công ty thành lập khi zaibatsu bị phá vỡ lại liên kết với nhau thông qua việc mua cổ phần để hình thành nên các keiretsu ngày nay.

## Đặc trưng của Keiretsu
Yếu tố quan trọng nhất của Keiretsu là mối liên kết hàng ngang giữa các công ty làm ăn với nhau bằng phương thức xâm nhập sâu đậm qua ngả mua cổ phần của đối tác. Phương thức này đặc biệt phổ biến trong quan hệ giữa nhà sản xuất với các nhà thầu phụ của họ. Trường hợp điển hình như Nissan Motor trước khi Carlos Ghosn tiến hành cải tổ đã mua cổ phần ở trong đến 1.400 công ty khác mà hầu hết là nhà cung cấp (thầu phụ) và đối tác của Nissan.
Rất nhiều công ty Nhật đều có liên hệ ít nhiều đến Keiretsu. Thông thường một nhà sản xuất lớn sẽ mua cổ phần trong ít nhất vài trăm công ty khác liên quan.

## Phân loại
Có hai loại Keiretsu: Keiretsu liên kết dọc và Keiretsu liên kết ngang. Trong khi Keiretsu liên kết dọc là điển hình của tổ chức và mối quan hệ như trong một công ty (từ khâu sản xuất, cung ứng nguyên vật liệu đến tiêu thụ sản phẩm trong một ngành nghề nhất định). Keiretsu liên kết ngang thì sắp xếp mọi hối đoái xoay quanh một ngân hàng và một công ty thương mại (thường gồm nhiều doanh nghiệp hoạt động trong các ngành nghề khác nhau).

## Ưu điểm của Keiretsu
Trong một thời gian dài, Keiretsu được xem là một phương thức tiên tiến của nền kinh tế Nhật, được nhiều người tin là "mô hình bất khả chiến bại" trong một thời gian dài. Có nhiều yếu tố tạo nên sức mạnh của một Keiretsu, trong đó phải nhắc đến đầu tiên là nguyên tắc nắm quyền kiểm soát nội khối. Các công ty thành viên trong Keiretsu duy trì việc sở hữu chéo cổ phần của nhau (thường ở mức 2% - 5%) và cam kết không chuyển nhượng số cổ phần này. Tổng số cổ phần được sở hữu chéo bởi các công ty thành viên trong một công ty thành viên thường chiếm tới 15% tới 20% vốn điều lệ của công ty thành viên đó. Do sở hữu cổ phần lẫn nhau và chịu ảnh hưởng của một ngân hàng và công ty thương mại chung nên các doanh nghiệp trong Keiretsu thường có chiến lược kinh doanh giống nhau, phát huy khả năng hợp tác, tương trợ, đặc biệt là khi gặp khó khăn về tài chính. Bên cạnh đó, các công ty thành viên còn chia sẻ với nhau những bí quyết kinh doanh, kinh nghiệm quản lý và các cách thức tiếp thị, thâm nhập thị trường...
Về mặt công nghệ, Keiretsu tạo ra một sự phối hợp nghiên cứu và hỗ trợ chéo trong hệ thống, tạo thuận lợi cho công nghệ mới phát triển nhanh và rộng giữa các nhánh công nghiệp, đây chính là một lợi thế mạnh mẽ cho các doanh nghiệp Nhật Bản bứt phá về công nghệ thời kỳ phát triển kinh tế sau chiến tranh. Các công ty thành viên có thể nhanh chóng tiếp cận và ứng dụng công nghệ độc quyền được phát triển bởi các công ty thành viên trong tập đoàn. Về cạnh tranh, nhờ mối liên kết chặt chẽ về cấu trúc công ty cũng như mạng lưới tương hỗ, đan xen các giám đốc, các mối quan hệ kinh doanh lâu dài trong hệ thống và mối liên hệ lịch sử xã hội trong hệ thống, các keiretsu tỏ ra vượt trội so với các đối thủ đến từ Âu, Mỹ.
Tóm lại, phương thức này có những ưu điểm nổi bật như:
- Đảm bảo sự an tâm khi đầu tư của các nhà cung cấp.
- Đảm bảo việc nhà sản xuất có thông tin nhiều nhất và có thể can thiệp sâu nhất vào tất cả các phương diện của nhà cung cấp.
- Nhà cung cấp được cung cấp tài chính từ tập đoàn đối tác nên lớn lên nhanh hơn.
- Mối lợi hai chiều: nhà sản xuất có nguồn cung ổn định về số lượng, đảm bảo về chất lượng - nhà cung cấp yên tâm về đầu ra và hiệu quả đầu tư

## Nhược điểm của Keiretsu
Từng được xem là một trong những bí quyết thành công của các công ty Nhật, ngày nay Keiretsu đã bộc lộ vô số điểm yếu, đáng chú ý nhất là:
- Tạo ra sức ỳ cực lớn cho chính các nhà cung cấp. Họ trở nên lười biếng và vô cùng chậm chạp thay đổi mẫu mã, công nghệ.
- Các công ty đầu đàn của cuộc chơi phải dàn trải tài chính ra quá rộng nên thường đuối sức.
- Giảm khả năng, động lực cạnh tranh và đổi mới của các bên.
- Hiệu quả thực ra là khá kém.
- Quá phụ thuộc; kể cả khi không cần thiết.

## Thay đổi quan điểm về Keiretsu
Khi Carlos Ghosn tiếp quản Nissan Motors, tập đoàn này đang trên bờ vực phá sản với khoản nợ khổng lồ lên đến 20 tỷ USD và gần như không có khả năng thanh toán. Một trong những nguyên nhân chủ yếu chính là Keiretsu. Carlos Ghosn đã thẳng tay với chuyện này. Từ việc dàn trải trong mối qua hệ với 1.400 công ty khác, ông đã bán hết cổ phần mà Nissan nắm giữ, chỉ giữ lại 4 nhà cung cấp.
Cùng với nhiều biện pháp khác, chỉ một năm sau, Nissan đã lội ngược dòng, có lãi 2,7 tỷ USD và trở thành công ty đứng vị trí số hai trong các nhà sản xuất ôtô ở Nhật, chỉ sau Toyota.
Mặt khác, Nissan đã tăng cường đầu tư vào các nhà cung cấp đã được chọn lọc. Tháng 1-2005, Nissan đã tiến hành tăng vốn đầu tư của mình trong tập đoàn Calsonic Kansei, chuyên về sản xuất mô-đun lắp ráp từ các linh kiện phức tạp, từ 28% lên 42%.
Cách làm của Nissan đã lay động dữ dội tư tưởng và cách làm của Keiretsu. Hàng loạt công ty Nhật đã phải xem xét lại và thay đổi quan điểm về phương thức này, dù họ vốn là các công ty khá bảo thủ.